# Dominicus Baudius

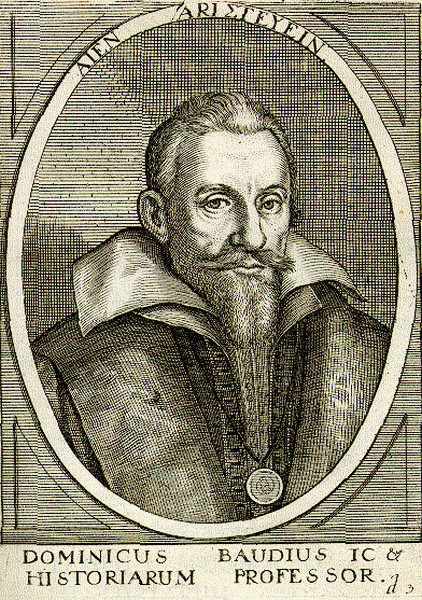
Dominicus Baudius, portret uit de Bibliotheca chalcographica, deel 6, Frankfurt a.M. [1669

Dominicus Baudius, gelatiniseerde vorm van Dominique Baudier, (Rijsel, 8 april 1561 – Leiden, 22 augustus 1613) was een Vlaams Neolatijns dichter, geleerde en geschiedschrijver. In de jaren 1603-1613 was hij hoogleraar aan de Universiteit Leiden.

## Levensloop
Baudius werd geboren in een calvinistisch gezin in het Zuid-Nederlandse Rijsel. Hij heette oorspronkelijk waarschijnlijk Dominique Baudier, maar de bronnen vermelden alleen de gelatiniseerde Dominicus Baudius. Met zijn ouders en jongere zus week Baudius in 1568 uit naar Aken wegens de komst van de nieuwe Spaanse landvoogd, de hertog van Alva. Na zijn schooltijd aldaar ging hij theologie studeren, eerst in de jaren 1578-79 acht maanden in Leiden, vervolgens in 1581 een jaar in Genève. In 1583 keerde hij terug naar Leiden als rechtenstudent. In juni 1585 behaalde hij de doctorstitel. Aan zijn periode in Leiden hield hij goede contacten over met Justus Lipsius en Janus Dousa.
Na zijn studie maakte Baudius deel uit van een gezantschap naar Engeland, waar hij van 1583 tot 1585 verbleef en vriendschap sloot met de dichter Philip Sidney. Terug in de Nederlanden woonde hij in Middelburg, en was hij in 1587 enige tijd advocaat aan het Hof van Holland in Den Haag. In 1591 vertrok hij naar Frankrijk waar hij tien jaar bleef. Hij verbleef onder meer in Caen en Tours, waar hij in zijn levensonderhoud voorzag door middel van diverse baantjes en door de steun van vrienden als Jacques-Auguste de Thou. Hij had echter dikwijls financiële problemen, en belandde in 1598 zelfs enige tijd in de gevangenis te Parijs wegens een schuldenkwestie na een liefdesaffaire.
In 1602 was Baudius in Londen, en via Hamburg en Den Haag keerde hij opnieuw terug naar Leiden, waar hij in mei 1603 aan de universiteit werd benoemd als buitengewoon hoogleraar in de welsprekendheid. Hij ging ook colleges in de rechten geven en werd in 1611 benoemd als gewoon hoogleraar in de geschiedenis. Tevens werd hij in dat jaar aangesteld als historieschrijver namens de Staten-Generaal samen met Johannes Meursius met de opdracht de jaren 1609-1611 te beschrijven. Het resulteerde in de Libri tres de Induciis belli Belgici (‘Drie boeken over het Bestand in de Nederlandse oorlog’). Hij raakte in Leiden onder meer goed bevriend met Daniël Heinsius en Hugo de Groot. Hij moet een geestige en vrolijke persoonlijkheid zijn geweest en zijn colleges waren drukbezocht.
Zijn privéleven had hij minder goed op orde. Door problemen met drank en vrouwen kwam hij steeds dieper in de problemen en hij leed altijd aan geldgebrek. Zijn eerste vrouw, met wie hij waarschijnlijk niet wettig was getrouwd en die een 'helleveeg' moet zijn geweest, overleed in 1609. Nadat hij een onwettig kind had verwekt bij een prostituee, werd hij in maart 1612 geschorst uit de senaat van de universiteit wegens zijn losse zeden. Na diverse pogingen om opnieuw te trouwen vond hij in de welgestelde vrouw Maria van Loo zijn nieuwe partner, met wie hij in 1612 trouwde. In 1613 overleed hij na enkele dagen van drankmisbruik op 52-jarige leeftijd. Dominicus Baudius werd begraven in de Pieterskerk te Leiden.

## Werk
Zijn grootste roem behaalde Baudius als Latijns schrijver. Hij was erudiet en had een grote beheersing van het Latijn. Hij was een van de beste brievenschrijvers van zijn tijd en wordt wel beschouwd als de beste dichter van jamben uit het hele humanisme. Een eerste uitgave van zijn brieven verscheen al twee jaar na zijn dood. Zijn eerste dichtbundel publiceerde hij in 1587. In 1591 volgde op aanraden van Josephus Justus Scaliger en De Thou een Jamborum liber (‘Boek jamben’). In 1607 gaf Baudius in Leiden nog eens een nieuwe editie uit van zijn gedichten (Poematum nova editio). Zijn dichterlijke werk bevat veel gelegenheidpoëzie, maar vooral veel jambische gedichten, die soms behoorlijk fel zijn, zoals past bij deze versvorm.
Vijfentwintig jaar na Baudius’ dood, in 1638, gaf Petrus Scriverius nog een kleine bundel met werk van Baudius uit onder de titel Amores (‘Liefdesgedichten’), een verzameling van allerlei materiaal dat betrekking heeft op Baudius’ liefdesleven. Het bevat brieven van Baudius zelf en reacties van anderen, maar het belangrijkst zijn twee lange gedichten in hinkjamben, waarin Baudius nu eens dreigend en scheldend, dan weer smekend en vleiend een vrouw voor zich probeert te winnen.